# コエスタ
『コエスタ』は、FELISTELLAとシンク・アンド・フィールによって共同開発・運営されていたスマートフォン向けゲームアプリ。基本プレイ無料（アイテム課金制）。
2016年3月にはバージョンアップ版となる『コエスタ2』がリリースされた。

## 概要
FELISTELLAとシンク・アンド・フィールの共同プロジェクトによる新規IPの新人声優育成ゲーム。キャラクターデザイン原案として黒星紅白を起用。

## 1周年記念とサービス終了
2016年8月1日に1周年を迎えたことに対する感謝のツイートがされ、ゲーム内でもそれを祝うイベントが追加された。しかしその数時間後に、サービスを翌月末に終了することも告知された。祝福ムードを醸し出した直後に残念な告知をしたことによりプレイヤー達の反響を呼び、同年9月30日にエンディングイベントが追加された後、サービスを終了した。

## 登場キャラクター
天音 すばる
声 - 佐倉薫

宮姫 夏日
声 - 橋本ちなみ

織川 ことみ
声 - 小澤亜李

神樹 宙
声 - 堀江由衣
『コエスタ2』からの追加キャラクター。

## スタッフ
- 監督 - 河津潔（シンク・アンド・フィール）
- キャラクター原案 - 黒星紅白
- 世界観設定・シナリオチーフ - 都月景
- シナリオ - 我楽怠太朗（Birth-tale）、綺月鏡水（Birth-tale）、番棚葵
- 音楽制作 - Team-MAX
- プロデューサー - 森藤康夫（FELISTELLA）、山木勝義（シンク・アンド・フィール）
- 開発・運営 - FELISTELLA、シンク・アンド・フィール